# Piotr Brzychcy
Piotr Brzychcy (ur. 30 kwietnia 1978) – polski muzyk, kompozytor i gitarzysta. Współzałożyciel i gitarzysta grupy Kruk, znany także ze współpracy z Grzegorzem Kupczykiem oraz m.in. z grupami Crystal Viper i De Press. Brzychcy od 2007 do 2010 roku pracował jako zastępca redaktora naczelnego magazynu muzycznego Hard Rocker. W 2009 roku wydał pierwszy autorski album swojego zespołu Kruk pt." Before He'll Kill You". W czerwcu 2011 światło dzienne ujrzał drugi album Kruka "It Will Not Come Back", na którym gościnnie zaśpiewał Doogie White (ex-Rainbow, Yngwie Malmsteen) oraz Piotr Kupicha.

## Dyskografia
- 2006 – Kruk & Grzegorz Kupczyk – Memories
- 2008 - De Press - Zre nas konsumpcja[1]
- 2009 - KruK - "Zanim Cię Zabije" płyta w dwóch wersjach językowych
- 2011 - Kruk - It Will Not Come Back
- 2011 - Kruk - DVD Live (rejestracja miała miejsce 6.03.2011 w Mega Clubie w Katowicach)[2]